# Giải vô địch bóng đá châu Âu 2016 (Bảng A)
Bảng A của Euro 2016 có sự góp mặt của 4 đội: Pháp, România, Albania, Thụy Sĩ. Bảng này chỉ có Pháp là đội duy nhất vô địch châu Âu 2 lần vào các năm 1984 và 2000. Albania là đội lần đầu tham dự Euro. Các trận đấu diễn ra từ ngày 10 đến ngày 19 tháng 6 năm 2016.

## Các đội
| Nhóm | Đội tuyển | Tư cách qua vòng loại | Số lần tham dự | Lần tham dự gần đây nhất | Thành tích tốt nhất          | Xếp hạng UEFA Tháng 10, 2015 | Xếp hạng FIFA Tháng 6, 2016 |
| ---- | --------- | --------------------- | -------------- | ------------------------ | ---------------------------- | ---------------------------- | --------------------------- |
| A1   | Pháp      | Chủ nhà               | 9th            | 2012                     | Vô địch (1984, 2000)         | 8                            | 17                          |
| A2   | România   | Nhì bảng F            | 5th            | 2008                     | Tứ kết (2000)                | 18                           | 22                          |
| A3   | Albania   | Nhì bảng I            | 1st            | —                        | Lần đầu                      | 31                           | 42                          |
| A4   | Thụy Sĩ   | Nhì bảng E            | 4th            | 2008                     | Vòng bảng (1996, 2004, 2008) | 10                           | 15                          |

Chú thích
1. ↑  Bảng xếp hạng FIFA khu vực châu Âu vào tháng 10 năm 2015 được sử dụng trước khi bốc thăm vòng bảng

## Kết quả
| VT | Đội      | ST | T | H | B | BT | BB | HS | Đ | Giành quyền tham dự     |
| -- | -------- | -- | - | - | - | -- | -- | -- | - | ----------------------- |
| 1  | Pháp (H) | 3  | 2 | 1 | 0 | 4  | 1  | +3 | 7 | Vòng đấu loại trực tiếp |
| 2  | Thụy Sĩ  | 3  | 1 | 2 | 0 | 2  | 1  | +1 | 5 | Vòng đấu loại trực tiếp |
| 3  | Albania  | 3  | 1 | 0 | 2 | 1  | 3  | −2 | 3 |                         |
| 4  | România  | 3  | 0 | 1 | 2 | 2  | 4  | −2 | 1 |                         |

Ở vòng 16 đội:
- Đội nhất bảng A, Pháp, đối đầu với đội xếp thứ ba bảng E, Cộng hòa Ireland.
- Đội nhì bảng A, Thụy Sĩ, đối đầu với đội nhì bảng C, Ba Lan.

## Các trận đấu
Giờ thi đấu tính theo giờ địa phương (UTC+2)

### Pháp v România
| Pháp                   | 2–1      | România            |
| ---------------------- | -------- | ------------------ |
| Giroud 57' · Payet 89' | Chi tiết | Stancu 65' (ph.đ.) |

| Pháp | România |

| TM                      | 1  | Hugo Lloris (c)   |     |       |
| HV                      | 19 | Bacary Sagna      |     |       |
| HV                      | 4  | Adil Rami         |     |       |
| HV                      | 21 | Laurent Koscielny |     |       |
| HV                      | 3  | Patrice Evra      |     |       |
| TV                      | 15 | Paul Pogba        |     | 77'   |
| TV                      | 5  | N'Golo Kanté      |     |       |
| TV                      | 14 | Blaise Matuidi    |     |       |
| TĐ                      | 7  | Antoine Griezmann |     | 66'   |
| TĐ                      | 8  | Dimitri Payet     |     | 90+2' |
| TĐ                      | 9  | Olivier Giroud    | 69' |       |
| Vào sân thay người:     |    |                   |     |       |
| TĐ                      | 20 | Kingsley Coman    |     | 66'   |
| TĐ                      | 11 | Anthony Martial   |     | 77'   |
| TV                      | 18 | Moussa Sissoko    |     | 90+2' |
| Huấn luyện viên trưởng: |    |                   |     |       |
| Didier Deschamps        |    |                   |     |       |

| TM                      | 12 | Ciprian Tătărușanu |     |     |
| HV                      | 22 | Cristian Săpunaru  |     |     |
| HV                      | 6  | Vlad Chiricheș (c) | 32' |     |
| HV                      | 21 | Dragoș Grigore     |     |     |
| HV                      | 3  | Răzvan Raț         | 45' |     |
| TV                      | 10 | Nicolae Stanciu    |     | 72' |
| TV                      | 5  | Ovidiu Hoban       |     |     |
| TV                      | 8  | Mihai Pintilii     |     |     |
| TĐ                      | 20 | Adrian Popa        | 78' | 82' |
| TĐ                      | 19 | Bogdan Stancu      |     |     |
| TĐ                      | 14 | Florin Andone      |     | 61' |
| Vào sân thay người:     |    |                    |     |     |
| TĐ                      | 9  | Denis Alibec       |     | 61' |
| TV                      | 7  | Alexandru Chipciu  |     | 72' |
| TV                      | 11 | Gabriel Torje      |     | 82' |
| Huấn luyện viên trưởng: |    |                    |     |     |
| Anghel Iordănescu       |    |                    |     |     |

| Cầu thủ xuất sắc nhất trận: Dimitri Payet (Pháp) Trợ lý trọng tài: György Ring (Hungary) Vencel Tóth (Hungary) Trọng tài bàn: Björn Kuipers (Hà Lan) Các trọng tài phụ (khu vực cấm địa): Tamás Bognár (Hungary) Ádám Farkas (Hungary) Giám sát trận đấu: Sander van Roekel (Hà Lan) |

### Albania v Thụy Sĩ
| Albania | 0–1      | Thụy Sĩ  |
| ------- | -------- | -------- |
|         | Chi tiết | Schär 5' |

| Albania | Thụy Sĩ |

| TM                      | 1  | Etrit Berisha    |         |     |
| HV                      | 4  | Elseid Hysaj     |         |     |
| HV                      | 5  | Lorik Cana (c)   | 23' 36' |     |
| HV                      | 15 | Mërgim Mavraj    | 90+2'   |     |
| HV                      | 7  | Ansi Agolli      |         |     |
| TV                      | 22 | Amir Abrashi     |         |     |
| TV                      | 13 | Burim Kukeli     | 89'     |     |
| TV                      | 14 | Taulant Xhaka    |         | 62' |
| TĐ                      | 21 | Odise Roshi      |         | 74' |
| TĐ                      | 3  | Ermir Lenjani    |         |     |
| TĐ                      | 10 | Armando Sadiku   |         | 82' |
| Vào sân thay người:     |    |                  |         |     |
| TV                      | 20 | Ergys Kaçe       | 63'     | 62' |
| TĐ                      | 16 | Sokol Cikalleshi |         | 74' |
| TĐ                      | 11 | Shkëlzen Gashi   |         | 82' |
| Huấn luyện viên trưởng: |    |                  |         |     |
| Gianni De Biasi         |    |                  |         |     |

| TM                      | 1  | Yann Sommer              |     |     |
| HV                      | 2  | Stephan Lichtsteiner (c) |     |     |
| HV                      | 22 | Fabian Schär             | 14' |     |
| HV                      | 20 | Johan Djourou            |     |     |
| HV                      | 13 | Ricardo Rodríguez        |     |     |
| TV                      | 11 | Valon Behrami            | 66' |     |
| TV                      | 10 | Granit Xhaka             |     |     |
| TĐ                      | 23 | Xherdan Shaqiri          |     | 88' |
| TĐ                      | 15 | Blerim Džemaili          |     | 76' |
| TĐ                      | 18 | Admir Mehmedi            |     | 62' |
| TĐ                      | 9  | Haris Seferović          |     |     |
| Vào sân thay người:     |    |                          |     |     |
| TĐ                      | 7  | Breel Embolo             |     | 62' |
| TV                      | 8  | Fabian Frei              |     | 76' |
| TV                      | 16 | Gélson Fernandes         |     | 88' |
| Huấn luyện viên trưởng: |    |                          |     |     |
| Vladimir Petković       |    |                          |     |     |

| Cầu thủ xuất sắc nhất trận: Granit Xhaka (Thụy Sĩ) Trợ lý trọng tài: Roberto Alonso Fernández (Tây Ban Nha) Juan Carlos Yuste Jiménez (Tây Ban Nha) Trọng tài bàn: Pol van Boekel (Hà Lan) Các trọng tài phụ (khu vực cấm địa): Jesús Gil Manzano (Tây Ban Nha) Carlos del Cerro Grande (Tây Ban Nha) Giám sát trận đấu: Erwin Zeinstra (Hà Lan) |

### România v Thụy Sĩ
| România            | 1–1      | Thụy Sĩ     |
| ------------------ | -------- | ----------- |
| Stancu 18' (ph.đ.) | Chi tiết | Mehmedi 57' |

| România | Thụy Sĩ |

| TM                      | 12 | Ciprian Tătărușanu |     |     |
| HV                      | 22 | Cristian Săpunaru  |     |     |
| HV                      | 6  | Vlad Chiricheș (c) |     |     |
| HV                      | 21 | Dragoș Grigore     | 76' |     |
| HV                      | 3  | Răzvan Raț         |     | 62' |
| TV                      | 18 | Andrei Prepeliță   | 22' |     |
| TV                      | 8  | Mihai Pintilii     |     | 46' |
| TĐ                      | 11 | Gabriel Torje      |     |     |
| TĐ                      | 19 | Bogdan Stancu      |     | 84' |
| TĐ                      | 7  | Alexandru Chipciu  | 24' |     |
| TĐ                      | 13 | Claudiu Keșerü     | 37' |     |
| Vào sân thay người:     |    |                    |     |     |
| TV                      | 5  | Ovidiu Hoban       |     | 46' |
| HV                      | 16 | Steliano Filip     |     | 62' |
| TĐ                      | 14 | Florin Andone      |     | 84' |
| Huấn luyện viên trưởng: |    |                    |     |     |
| Anghel Iordănescu       |    |                    |     |     |

| TM                      | 1  | Yann Sommer              |       |       |
| HV                      | 2  | Stephan Lichtsteiner (c) |       |       |
| HV                      | 22 | Fabian Schär             |       |       |
| HV                      | 20 | Johan Djourou            |       |       |
| HV                      | 13 | Ricardo Rodríguez        |       |       |
| TV                      | 11 | Valon Behrami            |       |       |
| TV                      | 10 | Granit Xhaka             | 50'   |       |
| TĐ                      | 23 | Xherdan Shaqiri          |       | 90+1' |
| TĐ                      | 15 | Blerim Džemaili          |       | 83'   |
| TĐ                      | 18 | Admir Mehmedi            |       |       |
| TĐ                      | 9  | Haris Seferović          |       | 63'   |
| Vào sân thay người:     |    |                          |       |       |
| TĐ                      | 7  | Breel Embolo             | 90+4' | 63'   |
| HV                      | 6  | Michael Lang             |       | 83'   |
| TĐ                      | 17 | Shani Tarashaj           |       | 90+1' |
| Huấn luyện viên trưởng: |    |                          |       |       |
| Vladimir Petković       |    |                          |       |       |

| Cầu thủ xuất sắc nhất trận: Granit Xhaka (Thụy Sĩ) Trợ lý trọng tài: Nikolai Golubev (Nga) Tikhon Kalugin (Nga) Trọng tài bàn: Aleksei Kulbakov (Belarus) Các trọng tài phụ (khu vực cấm địa): Sergey Lapochkin (Nga) Sergey Ivanov (Nga) Giám sát trận đấu: Vitali Maliutsin (Belarus) |

### Pháp v Albania
| Pháp                        | 2–0      | Albania |
| --------------------------- | -------- | ------- |
| Griezmann 90' · Payet 90+6' | Chi tiết |         |

| Pháp | Albania |

| TM                      | 1  | Hugo Lloris (c)     |     |     |
| HV                      | 19 | Bacary Sagna        |     |     |
| HV                      | 4  | Adil Rami           |     |     |
| HV                      | 21 | Laurent Koscielny   |     |     |
| HV                      | 3  | Patrice Evra        |     |     |
| TV                      | 5  | N'Golo Kanté        | 88' |     |
| TV                      | 14 | Blaise Matuidi      |     |     |
| TĐ                      | 20 | Kingsley Coman      |     | 68' |
| TĐ                      | 8  | Dimitri Payet       |     |     |
| TĐ                      | 11 | Anthony Martial     |     | 46' |
| TĐ                      | 9  | Olivier Giroud      |     | 77' |
| Vào sân thay người:     |    |                     |     |     |
| TV                      | 15 | Paul Pogba          |     | 46' |
| TĐ                      | 7  | Antoine Griezmann   |     | 68' |
| TĐ                      | 10 | André-Pierre Gignac |     | 77' |
| Huấn luyện viên trưởng: |    |                     |     |     |
| Didier Deschamps        |    |                     |     |     |

| TM                      | 1  | Etrit Berisha   |     |     |
| HV                      | 4  | Elseid Hysaj    |     |     |
| HV                      | 18 | Arlind Ajeti    |     | 85' |
| HV                      | 15 | Mërgim Mavraj   |     |     |
| HV                      | 7  | Ansi Agolli (c) |     |     |
| TV                      | 13 | Burim Kukeli    | 55' | 74' |
| TV                      | 22 | Amir Abrashi    | 81' |     |
| TV                      | 9  | Ledian Memushaj |     |     |
| TĐ                      | 2  | Andi Lila       |     | 71' |
| TĐ                      | 3  | Ermir Lenjani   |     |     |
| TĐ                      | 10 | Armando Sadiku  |     |     |
| Vào sân thay người:     |    |                 |     |     |
| TV                      | 21 | Odise Roshi     |     | 71' |
| TV                      | 14 | Taulant Xhaka   |     | 74' |
| HV                      | 6  | Freddie Veseli  |     | 85' |
| Huấn luyện viên trưởng: |    |                 |     |     |
| Gianni De Biasi         |    |                 |     |     |

| Cầu thủ xuất sắc nhất trận: Dimitri Payet (Pháp) Trợ lý trọng tài: Damien MacGraith (Cộng hòa Ireland) Francis Connor (Scotland) Trọng tài bàn: Michael Oliver (Anh) Các trọng tài phụ (khu vực cấm địa): Bobby Madden (Scotland) John Beaton (Scotland) Giám sát trận đấu: Michael Mullarkey (Anh) |

### România v Albania
| România | 0–1      | Albania    |
| ------- | -------- | ---------- |
|         | Chi tiết | Sadiku 43' |

| România | Albania |

| TM                      | 12 | Ciprian Tătărușanu |       |     |
| HV                      | 22 | Cristian Săpunaru  | 85'   |     |
| HV                      | 21 | Dragoș Grigore     |       |     |
| HV                      | 6  | Vlad Chiricheș (c) |       |     |
| HV                      | 2  | Alexandru Mățel    | 54'   |     |
| TV                      | 18 | Andrei Prepeliță   |       | 46' |
| TV                      | 5  | Ovidiu Hoban       |       |     |
| TĐ                      | 20 | Adrian Popa        |       | 68' |
| TĐ                      | 10 | Nicolae Stanciu    |       |     |
| TĐ                      | 19 | Bogdan Stancu      |       |     |
| TĐ                      | 9  | Denis Alibec       |       | 57' |
| Vào sân thay người:     |    |                    |       |     |
| TV                      | 17 | Lucian Sânmărtean  |       | 46' |
| TV                      | 11 | Gabriel Torje      | 90+3' | 57' |
| TĐ                      | 14 | Florin Andone      |       | 68' |
| Huấn luyện viên trưởng: |    |                    |       |     |
| Anghel Iordănescu       |    |                    |       |     |

| TM                      | 1  | Etrit Berisha   |       |     |
| HV                      | 4  | Elseid Hysaj    | 90+4' |     |
| HV                      | 18 | Arlind Ajeti    |       |     |
| HV                      | 15 | Mërgim Mavraj   |       |     |
| HV                      | 7  | Ansi Agolli (c) |       |     |
| TV                      | 8  | Migjen Basha    | 6'    | 83' |
| TV                      | 22 | Amir Abrashi    |       |     |
| TV                      | 9  | Ledian Memushaj | 85'   |     |
| TĐ                      | 2  | Andi Lila       |       |     |
| TĐ                      | 3  | Ermir Lenjani   |       | 77' |
| TĐ                      | 10 | Armando Sadiku  |       | 59' |
| Vào sân thay người:     |    |                 |       |     |
| TĐ                      | 19 | Bekim Balaj     |       | 59' |
| TV                      | 21 | Odise Roshi     |       | 77' |
| HV                      | 5  | Lorik Cana      |       | 83' |
| Huấn luyện viên trưởng: |    |                 |       |     |
| Gianni De Biasi         |    |                 |       |     |

| Cầu thủ xuất sắc nhất trận: Arlind Ajeti (Albania) Trợ lý trọng tài: Roman Slyško (Slovakia) Tomáš Mokrusch (Cộng hòa Séc) Trọng tài bàn: Anastasios Sidiropoulos (Hy Lạp) Các trọng tài phụ (khu vực cấm địa): Petr Ardeleánu (Cộng hòa Séc) Michal Paták (Cộng hòa Séc) Giám sát trận đấu: Damianos Efthymiadis (Hy Lạp) |

### Thụy Sĩ v Pháp
| Thụy Sĩ | 0–0      | Pháp |
| ------- | -------- | ---- |
|         | Chi tiết |      |

| Thụy Sĩ | Pháp |

| TM                      | 1  | Yann Sommer              |  |     |
| HV                      | 2  | Stephan Lichtsteiner (c) |  |     |
| HV                      | 22 | Fabian Schär             |  |     |
| HV                      | 20 | Johan Djourou            |  |     |
| HV                      | 13 | Ricardo Rodríguez        |  |     |
| TV                      | 11 | Valon Behrami            |  |     |
| TV                      | 10 | Granit Xhaka             |  |     |
| TĐ                      | 23 | Xherdan Shaqiri          |  | 79' |
| TĐ                      | 15 | Blerim Džemaili          |  |     |
| TĐ                      | 18 | Admir Mehmedi            |  | 86' |
| TĐ                      | 7  | Breel Embolo             |  | 74' |
| Vào sân thay người:     |    |                          |  |     |
| TĐ                      | 9  | Haris Seferović          |  | 74' |
| TV                      | 16 | Gélson Fernandes         |  | 79' |
| HV                      | 6  | Michael Lang             |  | 86' |
| Huấn luyện viên trưởng: |    |                          |  |     |
| Vladimir Petković       |    |                          |  |     |

| TM                      | 1  | Hugo Lloris (c)     |     |     |
| HV                      | 19 | Bacary Sagna        |     |     |
| HV                      | 4  | Adil Rami           | 25' |     |
| HV                      | 21 | Laurent Koscielny   | 83' |     |
| HV                      | 3  | Patrice Evra        |     |     |
| TV                      | 18 | Moussa Sissoko      |     |     |
| TV                      | 6  | Yohan Cabaye        |     |     |
| TV                      | 15 | Paul Pogba          |     |     |
| TĐ                      | 20 | Kingsley Coman      |     | 63' |
| TĐ                      | 7  | Antoine Griezmann   |     | 77' |
| TĐ                      | 10 | André-Pierre Gignac |     |     |
| Vào sân thay người:     |    |                     |     |     |
| TV                      | 8  | Dimitri Payet       |     | 63' |
| TV                      | 14 | Blaise Matuidi      |     | 77' |
| Huấn luyện viên trưởng: |    |                     |     |     |
| Didier Deschamps        |    |                     |     |     |

| Cầu thủ xuất sắc nhất trận: Yann Sommer (Thụy Sĩ) Trợ lý trọng tài: Jure Praprotnik (Slovenia) Robert Vukan (Slovenia) Trọng tài bàn: Marco Fritz (Đức) Các trọng tài phụ (khu vực cấm địa): Matej Jug (Slovenia) Slavko Vinčić (Slovenia) Giám sát trận đấu: Mark Borsch (Đức) |